# Kunstnerkolonien Egernsund
Kunstnerkolonien Egernsund eller Künstlerkolonie Ekensund var en Kunstnerkoloni i Egernsund, dengang Ekensund, i provinsen Slesvig-Holsten. Mere end 40 kunstnere regnes i dag for en del af kunstnerkolonien i Egernsund. - 
Fra cirka 1880 samlede der sig efterhånden på nordsiden af Flensborg Fjord en kunstnerkoloni, hvor tilrejsende malere mødtes med lokale hver sommer fra 1882. Medlemmerne var overvejende tyske kunstnere som Wilhelm Dreesen, Alexander Eckener, Otto Heinrich Engel, Johannes Knutz, Erich Kubierschky, Jacob Nöbbe, Heinrich Petersen-Angeln, Walter Rudolf Leistikow og Fritz Stoltenberg
De fleste af dem havde på en eller anden måde tilknytning til Slesvig-Holsten og var uddannet på de tyske kunstakademier. Gennem Fritz Stoltenberg (1855-1921) havde Egernsundmalerne kontakt med Skagensmalerne. I den første generation af Egernsundmalerne var Wilhelm Dreesen (1840-1926) fra Flensborg en af de drivende kræfter. Han var en af de første i Tyskland, der beskæftigede sig med kunstfotografi. Mange af motiverne var de talrige teglværker med tørrelader med lysende røde tage, fiskernes arbejdsliv og skibene på fjorden.
Mødestedet var "Gasthof Schumann". Kunstnerne blev om sommeren indkvarteret om sommeren på de lokale kroer eller lejede værelser i fiskerhusene ved Lågmade. En del af de lokale kunstnere havde boliger i omegnen af Egernsund. Wilhelm Dreesen havde et sommerhus i Sandager, mens  Anton Nissen, (1866-1934) sammen med Maria Nissen byggede et hus med atelier mellem Alnor og Rinkenæs. Kunstnerkolonien i Egernsund havde sin blomstringstid med den anden generation, der især blev præget af maleren Otto Heinrich Engel (1866-1949), der kom til Egernsund fra München i årene 1892-1910. Efterhånden kom der også kvindelige malere som f.eks. Emmy Gotzmann-Conrad (1881-1942). 
Mens danske malere som Johan Ulrik Bredsdorff (1845-1928), Hans Smidth (1839-1917) og Agnes Slott-Møller (1862-1937) holdt afstand til de tyske kolleger, færdedes Louis Jensen (1858-1908) fra København ubesværet i kredsen af Egernsundmalerne indtil sin død i 1908. Det lykkedes aldrig Egernsundmalerne at afholde fælles udstillinger, og fra omkring 1910 søgte mange til andre lokaliteter. Med grænsedragningen tværs gennem Flensborg Fjord i 1920 ophørte kunstnerkolonien. Det fik betydning for, hvordan kunstnerkolonien blev husket henholdsvis nord og syd for grænsen. Kunsthistorisk er kolonien betragtet som tysk, og i Tyskland er Egernsundmalerne anerkendte og værdsatte. Men i tiden efter Genforeningen i 1920 blev både malerne og deres værker overvejende ukendte for danskerne, selvom flere af kunstnerne faktisk er født i områder, der var danske indtil 1864. I dag er ca. 50 af Egernsundmalernes værker en fast del af udstillingen på Museumsberg Flensburg. 
- Egernsundmalerne, 1885, foto af Wilhelm Dreesen
- Selvportræt af Wilhelm Dreesen
- Lågemade (1891–1895), fotograf Wilhelm Dreesen
- Heinrich Petersen-Angeln - Bådebro ved Flensborg fjord
- Alexander Eckener, - Toni Eckener (søster) på stranden ved Rinkenæs
- Heinrich Petersen-Angeln, - I Egernsund (1900)